# Piața Steaua Neagră
Piața Steaua Neagră, cunoscută și sub numele de Piața Independenței, este o piață publică din Accra, Ghana, mărginită de Stadionul Sportiv din Accra și de Parcul Memorial Kwame Nkrumah. Piața găzduiește adesea sărbătorile anuale de independență, precum și alte evenimente naționale. În prezent, este locul pentru toate paradele civice și militare din Ghana. A fost finalizată în anul 1961, care a coincis cu vizita de stat a reginei Elisabeta a II-a în Ghana.

## Istorie
În 1957, Kwame Nkrumah a devenit primul prim-ministru și președinte al Gold Coast, Ghana de azi, după obținerea independenței față de britanici. Kwame Nkrumah a comandat construirea pieței pentru a celebra independența țării. A coincis cu vizita reginei Elisabeta a II-a. Construcția s-a încheiat în 1961 și a fost numită Piața Steaua Neagră.

## Importanță
Piața Steaua Neagră este un loc unde au loc paradele de Ziua Independenței a Ghanei, care se sărbătorește pe 6 martie în fiecare an. O paradă deosebit de remarcabilă a fost Jubileul de Aur, care a fost cea de-a 50-a aniversare a independenței Ghanei față de stăpânirea colonială britanică. Sărbătoarea Jubileului de Aur a avut loc la 6 martie 2007 și a fost condusă de președintele John Kuffour. De asemenea, găzduiește toate adunările publice naționale importante și festivalurile naționale. Fiecare vizitator este liber să fotografieze clădiri, inclusiv Poarta Stelei Negre.

## Structura
În Piața Independenței sunt tribune care pot găzdui 30.000 de persoane. Piața are trei monumente care întruchipează lupta pentru independență și eliberare. Acestea sunt Arcul Independenței, Monumentul Zilei Eliberării și Monumentul Stelei Negre, cunoscut și sub numele de Poarta Stelei Negre. O statuie a unui soldat cu fața spre Arcul Independenței simbolizează ghanezii care și-au pierdut viața luptând pentru independența Ghanei.

## Evenimente importante
- La 24 martie 1998, peste 500.000 de oameni s-au adunat în piață pentru a-i întâmpina pe fostul președinte american Bill Clinton și pe soția sa, Hillary Clinton. Acest eveniment a reprezentat prima vizită a unui președinte american care a vizitat Ghana.[9]
- La 10 august 2012, în piață a avut loc înmormântarea de stat a fostului președinte John Atta Mills.[10]
- La 18 noiembrie 2012, în piață a avut loc înmormântarea de stat a fostului vicepreședinte Aliu Mahama.[11]
- La 27 ianuarie 2021, în piață a avut loc înmormântarea de stat a fostului președinte Jerry Rawlings.[12]